# Brandon Lloyd
Brandon Matthew Lloyd (urodzony 5 lipca 1981 roku w Kansas City w stanie Missouri) – amerykański zawodnik futbolu amerykańskiego, grający na pozycji wide receiver. W rozgrywkach akademickich NCAA występował w drużynie Illinois.
W roku 2003 przystąpił do draftu NFL. Został wybrany przez San Francisco 49ers w czwartej rundzie (124. wybór). W drużynie z Kalifornii występował przez trzy sezony. Następnie związany był z Washington Redskins, Chicago Bears, Denver Broncos oraz St. Louis Rams. A od sezonu 2012 występuje w New England Patriots.
W sezonie 2010 został wybrany do meczu gwiazd Pro Bowl oraz do najlepszej drużyny ligi All-Pro.